# Jörg Bode (politikus)
Jörg Bode (Celle, 1970. november 12. –) német politikus. A Német Szabaddemokrata Párt pártot képviseli vagy képviselte korábban.